# Paddy Sheriff
Patrick « Paddy » Sheriff, né le 15 octobre 1926, à Dublin, en Irlande et décédé en décembre 1990, à Mullingar, en Irlande, est un ancien joueur irlandais de basket-ball. Il est le frère de Dermot Sheriff.